# Скупштина Црне Горе
Скупштина Црне Горе је највиши законодавни и уставотворни орган у Црној Гори. Једнодомна је и састоји се од 81 посланика, који се, по Уставу Црне Горе, бирају на слободним и тајним изборима на мандат од четири године.

## Овлашћења
Скупштина именује премијера, кога предлаже председник, као и министре, које бира премијер. Скупштина такође доноси све законе у Црној Гори, ратификује међународне споразуме, именује судије, усваја буџет и обавља друге послове који су утврђени Уставом. Скупштина такође може да изгласа неповерење влади, ако се слаже већина посланика.

## Мандати
Мандат посланика траје четири године. На 6000 бирача бира се по један посланик, што за последицу има промену укупног броја посланика у парламенту. Садашњи скупштински сазив броји 81 посланика уместо претходних 75.

## Тренутни сазив
| Назив странке | Назив странке                   | Скраћеница | Идеологија                                                                               | Вођа              | Мандати |
| ------------- | ------------------------------- | ---------- | ---------------------------------------------------------------------------------------- | ----------------- | ------- |
|               | Европа сад!                     | ПЕС!       | Економски либерализам Антикорупција Проевропеизам                                        | Милојко Спајић    | 20 / 81 |
|               | Демократска партија социјалиста | ДПС        | Популизам Црногорски национализам Неолиберализам                                         | Данијел Живковић  | 17 / 81 |
|               | Нова српска демократија         | НСД        | Српски национализам Национални конзервативизам                                           | Андрија Мандић    | 9 / 81  |
|               | Демократска Црна Гора           | ДЦГ        | Велики шатор Конзервативни либерализам Проевропеизам                                     | Алекса Бечић      | 7 / 81  |
|               | Бошњачка странка                | БС         | Интереси бошњачке националне мањине Друштвени конзервативизам Проевропеизам              | Ервин Ибрахимовић | 6 / 81  |
|               | Демократска народна партија     | ДНП        | Популизам Српски национализам Друштвени конзервативизам                                  | Милан Кнежевић    | 4 / 81  |
|               | Уједињена реформска акција      | УРА        | Друштвени либерализам Зелена политика Проевропеизам                                      | Дритан Абазовић   | 4 / 81  |
|               | Социјалдемократе Црне Горе      | СД         | Социјалдемократија Популизам Проевропеизам                                               | Дамир Шеховић     | 3 / 81  |
|               | Социјалистичка народна партија  | СНП        | Друштвени конзерватизам Социјалдемократија Проевропеизам                                 | Владимир Јоковић  | 2 / 81  |
|               | Албанска алтернатива            | АА         | Интереси албанске националне мањине Друштвени конзервативизам Национални конзервативизам | Ник Ђељошај       | 2 / 81  |
|               | Уједињена Црна Гора             | УЦГ        | Културни конзервативизам Национални конзервативизам Интереси етничких Срба               | Горан Даниловић   | 1 / 81  |
|               | Савез грађана „Цивис”           | Цивис      | Либерализам Технократија Проевропеизам                                                   | Срђан Павићевић   | 1 / 81  |
|               | Демократска партија             | ДП         | Интереси албанске националне мањине Национални конзервативизам Проевропеизам             | Фатмир Ђека       | 1 / 81  |
|               | Нова демократска снага          | ФОРЦА      | Интереси албанске националне мањине Конзервативизам Проевропеизам                        | Назиф Цунгу       | 1 / 81  |
|               | Хрватска грађанска иницијатива  | ХГИ        | Интереси хрватске националне мањине Друштвени конзервативизам Проевропеизам              | Адриан Вуксановић | 1 / 81  |

## Ранији избори и сазиви
Скупштина Црне Горе је до сада функционисала у више сазива:
| Избори                                 | Сазив       |
| -------------------------------------- | ----------- |
| Избори за Скупштину СР Црне Горе 1990. | (1990—1992) |
| Избори за Скупштину Црне Горе 1992.    | (1992—1996) |
| Избори за Скупштину Црне Горе 1996.    | (1996—1998) |
| Избори за Скупштину Црне Горе 1998.    | (1998—2001) |
| Избори за Скупштину Црне Горе 2001.    | (2001—2002) |
| Избори за Скупштину Црне Горе 2002.    | (2002—2006) |
| Избори за Скупштину Црне Горе 2006.    | (2006—2009) |
| Избори за Скупштину Црне Горе 2009.    | (2009—2012) |
| Избори за Скупштину Црне Горе 2012.    | (2012—2016) |
| Избори за Скупштину Црне Горе 2016.    | (2016—2020) |
| Избори за Скупштину Црне Горе 2020.    | (2020—2023) |
| Избори за Скупштину Црне Горе 2023.    | (од 2023)   |

### Парламентарни избори 2023.
|                                                                                          |                                      |         |       |        |         |      |
| Странка/коалиција                                                                        | Странка/коалиција                    | Гласови | %     | +/−    | Мандати | +/−  |
|                                                                                          | Европа сад                           | 77.203  | 25,53 | нова   | 24      | нова |
|                                                                                          | Заједно                              | 70.228  | 23,22 | −15,94 | 21      | −12  |
|                                                                                          | За будућност Црне Горе               | 44.565  | 14,74 | нова   | 13      | −2   |
|                                                                                          | Храбро се броји!                     | 37.730  | 12,48 | −5,55  | 11      | −1   |
|                                                                                          | Бошњачка странкаM                    | 21.423  | 7,08  | +3,09  | 6       | +3   |
|                                                                                          | СНП-ДЕМОС                            | 9.472   | 3,13  | нова   | 2       | −4   |
|                                                                                          | Социјалдемократска партија           | 9.010   | 2,98  | −0,18  | 0       | −2   |
|                                                                                          | Правда за све                        | 8.380   | 2,77  | нова   | 0       | нова |
|                                                                                          | Албански форумМ                      | 5.767   | 1,91  | +0,33  | 2       | +1   |
|                                                                                          | Преокрет                             | 4.833   | 1,60  | нова   | 0       | 0    |
|                                                                                          | Албанска алијансаМ                   | 4.512   | 1,49  | +0,35  | 1       | 0    |
|                                                                                          | Народна коалиција                    | 3.630   | 1,20  | нова   | 0       | −1   |
|                                                                                          | Хрватска грађанска иницијативаМ      | 2.226   | 0,74  | +0,47  | 1       | +1   |
|                                                                                          | Покрет за промјене                   | 1.993   | 0,66  | нова   | 0       | −5   |
|                                                                                          | Да, ми можемо за грађанску Црну Гору | 1.444   | 0,48  | нова   | 0       | нова |
| Неважећи/празни гласови                                                                  | Неважећи/празни гласови              | 2.890   | 2,09  | —      | —       | —    |
| Укупно                                                                                   | Укупно                               | 302.436 | 100   | —      | 81      | 0    |
| Регистровани гласачи/излазност                                                           | Регистровани гласачи/излазност       | 542.468 | 56,28 | —      | —       | —    |
| M — означава изборну листу националне мањине, којој није потребно да пређе цензус од 3%. |                                      |         |       |        |         |      |